# Малая Крестовая
Малая Крестовая — деревня в Окуловском муниципальном районе Новгородской области. Относится к Угловскому городскому поселению.

## Географическое положение
Деревня Малая Крестовская расположена на Валдайской возвышенности, на правом берегу реки Шегринка, в 9 км к юго-западу от съезда «Угловка» с М11, в 12 км к юго-западу от посёлка Угловка, в 35 км к югу от города Окуловка.

## Население
В 2002 — 24.
| 2002 | 2010 | 2011 |
| ---- | ---- | ---- |
| 24   | ↘16  | ↘15  |

## История
В 1773—1927 деревня (село) Малая Крестовая находилась в Валдайском уезде Новгородской губернии. С начала XIX века до 1924 относилась к Новотроицкой волости Валдайского уезда.
Село Малое Крестовое отмечено на картах 1788, 1792, 1812, 1816, 1826—1840.
В 1908 в деревне Малая Крестовая было 75 дворов с 149 домами и населением 338 человека. Имелись часовня, хлебо-запасной магазин, 2 мелкие лавки и курган.
Деревня Малая Крестовая входила в состав Известкового сельсовета. В 2005 вошла в Угловское городское поселение.

## Транспорт
Ближайшая ж/д станция «Угловка» — в 13 км от деревни Малая Крестовая.